# Făgetul secular Stuhoasa
Făgetul secular Stuhoasa este o arie protejată de interes național ce corespunde categoriei a IV-a IUCN (rezervație naturală de tip forestier), situată în județul Botoșani, pe teritoriul administrativ al comunei Suharău.
Rezervația naturală aflată în partea nord-vestică a județului și în sud-vestul satului Oroftiana, are o suprafață de 60,70 ha reprezentând o zonă de protecție pentru speciile arboricole de fag (Fagus sylvatica) cu vârste seculare, ce trăiesc la limita nord-estică a teritoriului național.